# Sarong

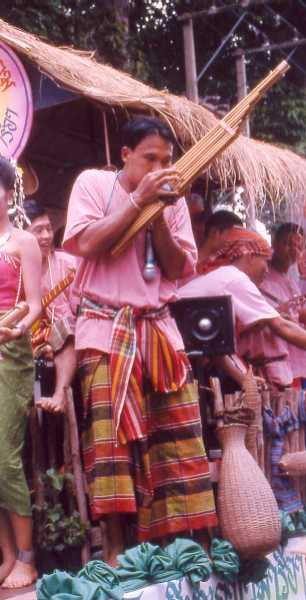
Ein Khaenspieler in einem Sarong in der Region Isan

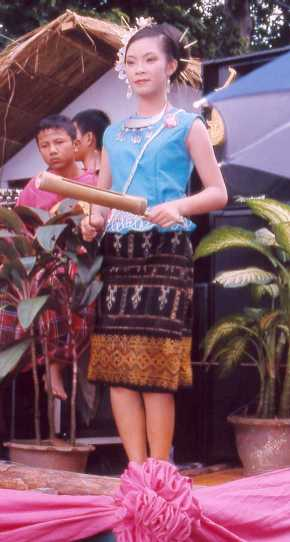
Musikerin mit einer Bambusschlitztrommel in einem Damen-Sarong

Ein Sarong ist ein Wickelrock, der aus einer Stoffbahn besteht und um die Hüfte gewickelt wird. Er ist in Südostasien und dem südpazifischen Raum weit verbreitet und wird vor allem von Männern getragen, ist also meistens ein Männerrock. Je nach Land wird er auch anders genannt, zum Beispiel Lava-Lava oder Pareo.
Gehalten wird der Sarong durch einen Knoten vor dem Bauch. Normalerweise reicht der Sarong bis an die Füße, doch kann man ihn doppelt schlagen und so kniekurz tragen, was die Bewegungsfreiheit erhöht.
Man bekommt ihn in verschiedenen Farben und Mustern, zum Beispiel auch gebatikt. Blumenmuster sind vielfach den Frauen vorbehalten, werden in Polynesien aber auch von Männern getragen.
Sarongs sind relativ preiswerte Kleidungsstücke und werden deshalb oft eher von ärmeren Männern auch in der Öffentlichkeit getragen, während die reicheren ihren Wohlstand gerne dadurch zeigen, dass sie die viel teureren Hosen tragen und den Sarong nur zu Hause anziehen.
Ähnliche Wickelröcke sind der Lungi in Indien, der Longyi in Myanmar und der Kikoi in Ostafrika.
In der Damenmode bezeichnet ein Sarong oder Sarongrock einen knöchellangen Wickelrock nach dem indonesischen Vorbild. Oft ist er am Bund geknotet und aus bunt gefärbten Stoffen gefertigt. Ebenfalls nach indonesischem Vorbild gestaltet ist das Sarong-Dekolleté, ein schulterfreies einseitig weich drapiertes Dekolleté (im Gegensatz zum Sari-Ausschnitt). Eine Sarong-Hose ist eine weite Hose mit Wickeleffekt aus weich fließenden Stoffen, ebenfalls meist am Bund zu knoten.